# 岡本美優
岡本 美優（おかもと みゆう、2001年4月23日 - ）は、日本の女子バスケットボール選手である。ポジションはパワーフォワード。Wリーグのトヨタ自動車アンテロープス所属。

## 来歴
北海道出身。
桜花学園高校でインターハイ・国体・ウインターカップ優勝。
東京医療保健大学進学後はインカレ優勝を経験。
2024年1月、トヨタ自動車アンテロープスにアーリーエントリーとして加入。

## 日本代表歴
- 2023ワールドユニバーシティゲームズ（銀メダル）